# 柯氏长耳蝠
柯氏长耳蝠（学名：Plecotus kozlovi）也称灰大耳蝠，一种分布于中国及蒙古国等地区的蝙蝠，隶属于蝙蝠科长耳蝠属（大耳蝠属）。本种由俄国动物学家尼古拉·阿列克谢耶维奇·博布林斯基（Николай Алексеевич Бобринский）于1926年描述发表。

## 形态特征
本种是长耳蝠属最大的种类之一，其皮毛致密。面部裸露，前额和颊部有稀疏白毛。背毛浅黄色，毛基黑色，毛尖浅灰黄色。腹毛泛白色，有时有黄色色调；毛基黑褐色，毛尖白色。足和尾膜呈黑褐色。